# U-553
| U-553 | U-553 | U-553 |
| --- | --- | --- |
| U 553 | | |
| | | |
| Зображення підводного човна підтипу VIIC                                                                     | | |
| Верф | Blohm + Voss, Гамбург                                                                                              | Blohm + Voss, Гамбург                                                                                              |
| Під прапором                                                                                                 | Третій Рейх | Третій Рейх |
| Належність                                                                                                   | Крігсмаріне | Крігсмаріне |
| Порт приписки                                                                                                | Кіль, Берген, Сен-Назер, Ла-Паліс (Ла-Рошель)                                                                      | Кіль, Берген, Сен-Назер, Ла-Паліс (Ла-Рошель)                                                                      |
| Замовлення                                                                                                   | 25 вересня 1939 | 25 вересня 1939 |
| Закладений                                                                                                   | 21 листопада 1939                                                                                                  | 21 листопада 1939                                                                                                  |
| Спуск на воду                                                                                                | 7 листопада 1940                                                                                                   | 7 листопада 1940                                                                                                   |
| Введений до складу флоту                                                                                     | 23 грудня 1940 | 23 грудня 1940 |
| На службі | 1940—1943 | 1940—1943 |
| Загибель | після 20 січня 1943 року зниклий безвісти південно-західніше Ірландії                                              | після 20 січня 1943 року зниклий безвісти південно-західніше Ірландії                                              |
| Сучасний статус                                                                                              | затоплений | затоплений |
| Бойовий досвід                                                                                               | Друга світова війна Битва за Атлантику * Конвой SC 48                                                              | Друга світова війна Битва за Атлантику * Конвой SC 48                                                              |
| Проєкт | | |
| Тип ПЧ | середній торпедний ДПЧ                                                                                             | середній торпедний ДПЧ                                                                                             |
| Вартість | 4 714 000 ℛℳ | 4 714 000 ℛℳ |
| Основні характеристики                                                                                       | | |
| Швидкість (надводна)                                                                                         | 17,9 вузла | 17,9 вузла |
| Швидкість (підводна)                                                                                         | 8 вузлів | 8 вузлів |
| Робоча глибина занурення                                                                                     | 100 м | 100 м |
| Гранична глибина занурення                                                                                   | 220 м | 220 м |
| Автономність плавання                                                                                        | 135—174 км на швидкості 4 вузли (в підводному положенні) 11 470 км на швидкості 10 вузлів (у надводному положенні) | 135—174 км на швидкості 4 вузли (в підводному положенні) 11 470 км на швидкості 10 вузлів (у надводному положенні) |
| Екіпаж | 44—60 осіб | 44—60 осіб |
| Розміри | | |
| Довжина найбільша (по КВЛ)                                                                                   | 67,1 м | 67,1 м |
| Ширина корпусу найб.                                                                                         | 6,2 м | 6,2 м |
| Висота | 9,6 м | 9,6 м |
| Середня осадка (по КВЛ)                                                                                      | 4,74 м | 4,74 м |
| Водотоннажність надводна                                                                                     | 769 т | 769 т |
| Силова установка                                                                                             | | |
| дизель-електрична; 2 дизельних двигуни MAN M 6 V 40/46, 2 електродвигуни Siemens-Schuckert-Werke GU 343/38-8 | | |
| Гвинти | 2 | 2 |
| Потужність                                                                                                   | 2800—3200 к.с. (дизелі) 750 к.с. (електродвигуни)                                                                  | 2800—3200 к.с. (дизелі) 750 к.с. (електродвигуни)                                                                  |
| Озброєння | | |
| Артилерія | 1 × 88-мм палубна гармата SK C/35                                                                                  | 1 × 88-мм палубна гармата SK C/35                                                                                  |
| Торпедно- мінне озброєння                                                                                    | 4 носових і один кормовий ТА 14 торпед або 26 мін TMA                                                              | 4 носових і один кормовий ТА 14 торпед або 26 мін TMA                                                              |
| ППО | 1 × 37-мм зенітна гармата Flak M42 2 × 20-мм зенітні гармати FlaK 30                                               | 1 × 37-мм зенітна гармата Flak M42 2 × 20-мм зенітні гармати FlaK 30                                               |

U-553 — німецький середній підводний човен типу VIIC, що входив до складу Військово-морських сил Третього Рейху за часів Другої світової війни. Закладений 21 листопада 1939 року на верфі № 529 Blohm + Voss у Гамбурзі. Спущений на воду 7 листопада 1940 року. 23 грудня 1940 року корабель увійшов до складу 7-ї навчальної флотилії ПЧ ВМС нацистської Німеччини. Єдиним командиром човна був корветтен-капітан Карл Турманн.

## Історія
U-553 належав до німецьких підводних човнів типу VIIC, найчисельнішого типу субмарин Третього Рейху, яких випущено 703 одиниці. Службу розпочав у складі 7-ї навчальної флотилії ПЧ, з 1 квітня 1941 року переведений до бойового складу цієї флотилії. 1 грудня 1942 року продовжив службу у складі 3-ї флотилії ПЧ. У період з квітня 1941 по січень 1943 року U-553 здійснив 10 бойових походів в Атлантичний океан, під час яких потопив 12 суден противника сумарною водотоннажністю 61 390 брутто-реєстрових тонн, один військовий корабель (925 тонн) і ще пошкодив два судна (15 273 GRT).
Востаннє U-553 був помічений U-465 на південний захід від Ірландії ввечері 20 січня 1943 року. Човен повідомив про проблеми з перископом напередодні, але все ще прямував до визначеної йому операційної зони з «вовчою зграєю» «Ландскнехт», що діяла у східній частині Північної Атлантики. 28 січня човен оголосили зниклим безвісти після того, як неодноразово не повідомляв про свою позицію.

## Перелік уражених U-553 суден у бойових походах
| №                                                                         | Дата           | Командир            | Назва           | Тип                | Належність                              | Водотоннажність (брт) | Вантаж                                                                                           | Конвой        | Результат та координати                                                 | Наслідки атаки для екіпажу      | Прим.                       |
| ------------------------------------------------------------------------- | -------------- | ------------------- | --------------- | ------------------ | --------------------------------------- | --------------------- | ------------------------------------------------------------------------------------------------ | ------------- | ----------------------------------------------------------------------- | ------------------------------- | --------------------------- |
| Другий похід (07.06—19.07.1941, 43 доби; Сен-Назер—Сен-Назер)             |                |                     |                 |                    |                                         |                       |                                                                                                  |               |                                                                         |                                 |                             |
| 1                                                                         | 12 червня 1941 | Kptlt. Карл Турманн | Susan Mærsk     | суховантажне судно | Велика Британія                         | 2 355                 | баласт                                                                                           | Конвой OG 64  | потоплено 44°45′ пн. ш. 25°15′ зх. д. / 44.750° пн. ш. 25.250° зх. д.   | 24 (усі загинули)               |                             |
| 2                                                                         | 12 червня 1941 | Kptlt. Карл Турманн | Ranella         | танкер             | Норвегія                                | 5 590                 | баласт                                                                                           | Конвой OG 64  | потоплений 43°39′ пн. ш. 28°00′ зх. д. / 43.650° пн. ш. 28.000° зх. д.  | 29 (усі вижили)                 |                             |
| Четвертий похід (07.10—22.10.1941, 16 діб; Сен-Назер—Сен-Назер)           |                | Kptlt. Карл Турманн |                 |                    |                                         |                       |                                                                                                  |               |                                                                         |                                 |                             |
| 3                                                                         | 15 жовтня 1941 | Kptlt. Карл Турманн | Silvercedar     | суховантажне судно | Велика Британія                         | 4 354                 | 7300 тонн генеральних вантажів і сталі, включаючи невеликі цистерни і палубний вантаж (3 літаки) | Конвой SC 48  | потоплено 53°34′ пн. ш. 29°57′ зх. д. / 53.567° пн. ш. 29.950° зх. д.   | 47 (21 загиблий та 26 вцілілих) |                             |
| 4                                                                         | 15 жовтня 1941 | Kptlt. Карл Турманн | Ila             | суховантажне судно | Норвегія                                | 1 583                 | 2070 тонн сталі і генеральних вантажів                                                           | Конвой SC 48  | потоплено 53°34′ пн. ш. 29°57′ зх. д. / 53.567° пн. ш. 29.950° зх. д.   | 21 (14 загиблих та 7 вцілілих)  |                             |
| 5                                                                         | 17 жовтня 1941 | Kptlt. Карл Турманн | «Гладіолус»     | корвет             | Військово-морські сили Великої Британії | 925                   |                                                                                                  | Конвой SC 48  | потоплений 57°00′ пн. ш. 25°00′ зх. д. / 57.000° пн. ш. 25.000° зх. д.  | 65 (усі загинули)               | корвет типу «Флавер»        |
| П'ятий похід (01.01—03.02.1942, 34 доби; Сен-Назер—Сен-Назер)             |                | Kptlt. Карл Турманн |                 |                    |                                         |                       |                                                                                                  |               |                                                                         |                                 |                             |
| 6                                                                         | 15 січня 1942  | Kptlt. Карл Турманн | Diala           | танкер             | Велика Британія                         | 8 106                 | ?                                                                                                | Конвой ON 52  | пошкоджений 44°50′ пн. ш. 46°50′ зх. д. / 44.833° пн. ш. 46.833° зх. д. | 65 (57 загинуло та 8 вижило)    | 23 березня потоплений U-587 |
| 7                                                                         | 22 січня 1942  | Kptlt. Карл Турманн | Innerøy         | танкер             | Норвегія                                | 8 260                 | 11000 тонн бензину                                                                               |               | потоплений 41°16′ пн. ш. 60°32′ зх. д. / 41.267° пн. ш. 60.533° зх. д.  | 41 (36 загинуло та 5 вижило)    |                             |
| Сьомий похід (19.04—24.06.1942, 67 діб; Сен-Назер—Сен-Назер)              |                | Kptlt. Карл Турманн |                 |                    |                                         |                       |                                                                                                  |               |                                                                         |                                 |                             |
| 8                                                                         | 12 травня 1942 | Kptlt. Карл Турманн | Nicoya          | суховантажне судно | Велика Британія                         | 5 364                 | 3800 тонн генеральних вантажів, включаючи літак                                                  |               | потоплено 49°19′ пн. ш. 64°51′ зх. д. / 49.317° пн. ш. 64.850° зх. д.   | 88 (6 загинуло та 82 вціліло)   |                             |
| 9                                                                         | 12 травня 1942 | Kptlt. Карл Турманн | Leto            | суховантажне судно | Нідерланди                              | 4 712                 | Зерно                                                                                            |               | потоплено 49°32′ пн. ш. 65°19′ зх. д. / 49.533° пн. ш. 65.317° зх. д.   | 53 (12 загинуло та 41 вцілів)   |                             |
| 10                                                                        | 2 червня 1942  | Kptlt. Карл Турманн | Mattawin        | суховантажне судно | Велика Британія                         | 6 919                 | 7786 тонн військових товарів, включаючи 13 літаків                                               |               | потоплено 40°14′ пн. ш. 66°01′ зх. д. / 40.233° пн. ш. 66.017° зх. д.   | 71 (усі вижили)                 |                             |
| Восьмий похід (19.07—17.09.1942, 61 доба; Сен-Назер—Сен-Назер)            |                | Kptlt. Карл Турманн |                 |                    |                                         |                       |                                                                                                  |               |                                                                         |                                 |                             |
| 11                                                                        | 3 серпня 1942  | Kptlt. Карл Турманн | Belgian Soldier | суховантажне судно | Бельгія                                 | 7 167                 | ?                                                                                                | Конвой ON 115 | пошкоджено 45°52′ пн. ш. 47°13′ зх. д. / 45.867° пн. ш. 47.217° зх. д.  | 60 (21 загиблий та 39 вцілілих) | 4 серпня затоплене U-607    |
| 12                                                                        | 18 серпня 1942 | Kptlt. Карл Турманн | Empire Bede     | суховантажне судно | Велика Британія                         | 6 959                 | Бавовна                                                                                          | Конвой TAW 13 | потоплено 19°35′ пн. ш. 76°25′ зх. д. / 19.583° пн. ш. 76.417° зх. д.   | 45 (2 загиблих та 43 вцілілих)  |                             |
| 13                                                                        | 18 серпня 1942 | Kptlt. Карл Турманн | Blankaholm      | суховантажне судно | Швеція                                  | 2 845                 | 4339 тонн бокситів                                                                               | Конвой TAW 13 | потоплено 19°41′ пн. ш. 76°50′ зх. д. / 19.683° пн. ш. 76.833° зх. д.   | 28 (5 загиблих та 23 вцілілих)  |                             |
| 14                                                                        | 18 серпня 1942 | Kptlt. Карл Турманн | John Hancock    | суховантажне судно | США                                     | 2 845                 | 10 517 тонн цукру                                                                                | Конвой TAW 13 | потоплено 19°41′ пн. ш. 76°50′ зх. д. / 19.683° пн. ш. 76.833° зх. д.   | 49 (усі вижили)                 | судно класу «Ліберті»       |
| Дев'ятий похід (23.11—18.12.1942, 26 діб; Сен-Назер—Ла-Паліс (Ла-Рошель)) |                | Kptlt. Карл Турманн |                 |                    |                                         |                       |                                                                                                  |               |                                                                         |                                 |                             |
| 15                                                                        | 9 грудня 1942  | Kptlt. Карл Турманн | Charles L.D.    | суховантажне судно | Велика Британія                         | 5 273                 | 6517 тонн генеральних вантажів                                                                   | Конвой HX 217 | потоплено 59°02′ пн. ш. 30°45′ зх. д. / 59.033° пн. ш. 30.750° зх. д.   | 48 (36 загиблих та 12 вцілілих) |                             |